# أكدال-الرياض
أكدال-الرياض هي جماعة ترابية تُعتبر إحدى الدوائر الست التي تتألف منها الجماعة الحضرية لمدينة الرباط في جهة الرباط سلا القنيطرة في المغرب. يبلغ عدد سكانها حوالي 257 77 نسمة حسب إحصاء 2014. يشغل عبد الإله الإدريسي البوزيدي منصب رئيس الجماعة منذ عام 2021.

## الإدارة
في عام 2022، خُصصت للجماعة ميزانية تقدر بـ 17.1 مليون درهم.
يقع مقر الجماعة في حي أكدال وبالضبط في شارع الحسن الثاني.

## رئيس المجلس
رئيس المجلس هو موظف مدني يتم تعيينه بالانتخاب من داخل مجلس بلدية الرباط، ويتولى فور تعيينه إدارة ممتلكات الجماعة الترابية، كما يتولى تنفيذ القرارات التي صوت عليها مجلس البلدة، ويمكن لمواطني البلدة تقديم الشكاوى والإبلاغ عن المشكلات المحلية مباشرة إلى رئيس بلدية الرباط، كما يمكنهم إرسال الأفكار والاقتراحات إلى رئيس بلدية الرباط.